# Agence Europe
Pour les articles homonymes, voir BQE.
Agence Europe est une agence de presse internationale et indépendante, spécialisée dans l'information sur les activités de l'Union européenne, basée à Bruxelles.
Le Bulletin Quotidien Europe (BQE) est la publication principale de l'Agence Europe. Historiquement de tendance fédéraliste, le Bulletin Europe a fait la promotion de l'intérêt communautaire comme grille d'analyse des événements européens. Désormais, il se focalise sur le suivi législatif des activités européennes en privilégiant une information journalière concise et fiable sur des enjeux techniques ou de politiques générales.
Le Bulletin Quotidien Europe est proposé en consultation en ligne, et dispose d'une version papier disponible sur demande. Ce bulletin s'adresse à un public multinational, en particulier aux professionnels qui ont besoin d'une source d'information régulière, précise et de qualité sur l'actualité communautaire. Des dizaines de milliers de fonctionnaires européens et des centaines de diplomates des États membres de l'UE lisent chaque jour Agence Europe.
Les journalistes, ressortissants de différents pays européens, travaillent en langue française ou en langue anglaise. Les articles sont traduits dans ces deux langues afin de restituer un bulletin entièrement bilingue français et anglais.

## De la CECA à la CEE
Le Bulletin Quotidien Europe est créé en 1953, un an après la fondation de l'Agence Europe à l'instigation du Comte Lodovico Riccardi, président de l'ANSA, la principale agence de presse italienne. Avec comme objectif de traiter de l'actualité européenne d'un point de vue strictement européen, l'actualité de la Communauté européenne du charbon et de l'acier était privilégiée.
En mars 1953 paraît le premier bulletin, où figure une interview de Paul-Henri Spaak. Implantée à l'origine à Luxembourg, l'Agence Europe ouvre un bureau à Bruxelles dès 1958 à l'instigation du journaliste italien Ferdinando Riccardi (21 novembre 1928- 22 septembre 2017) dans le but de couvrir l'actualité des nouvelles communautés : la Communauté économique européenne et l'Euratom. Il est un des journalistes phares de l'Agence, où il travaille pendant toute sa carrière d'abord comme chef du bureau de Bruxelles, ensuite comme rédacteur en chef et éditorialiste. Fédéraliste reconnu, il eut un ascendant certain dans la salle de presse de la Commission européenne.
Emanuele Gazzo (2 août 1908-25 août 1994) est une autre figure importante de l'histoire de l'Agence Europe. Journaliste de l'ANSA, il participe à la création du Bulletin Europe et il occupe les fonctions de rédacteur en chef, puis de directeur général et de vice-président délégué de l'Agence Europe. La qualité de son engagement européen, et la vigueur européiste de ses éditoriaux ne l'empêchent pas de se montrer critique envers les institutions. Il resta très attaché à l'impartialité de l'Agence.
À chaque nouvel élargissement, l’arrivée de nouveaux journalistes a enrichi les pratiques journalistiques de l’Agence Europe. Jusqu'en 2010, les articles du Bulletin Quotidien Europe étaient tous écrits en français et traduits simultanément en allemand, italien et anglais, avant que n'ait été décidé de ne conserver que les versions anglaise et française.

## L'évolution récente du traitement de l'actualité communautaire
L'évolution de l'information concernant les institutions européennes entraîne une adaptation du traitement de l'actualité par le Bulletin Quotidien Europe.
- D'une communication massive des institutions européennes, vers un afflux massif et désordonné d'information.

Les journalistes accrédités auprès des institutions européennes sont destinataires d’innombrables documents, rapports, discours qui leur sont distribués par l'UE. Mille informations presse ont ainsi été rapportées pour l’année 1999 par la seule Commission européenne. Ainsi, l'Agence Europe a fait évoluer ses pratiques du journalisme traditionnel et ne se contente plus d'informer sur tous les dossiers communautaires en cours. En réaction à cette communication pléthorique, les journalistes du BQE procèdent aujourd’hui à un travail d’épuration et d'analyse des communications des institutions européennes.
- La multiplication des sujets liés aux affaires européennes

Lors d'un déjeuner-débat sur l'Agence Europe à l'Institut français des relations internationales, Olivier Jehin, ancien rédacteur en chef du BQE, note que l'actualité communautaire concerne une quantité de thèmes de plus en plus élevée. Cela impose donc de disposer de personnes spécialisées sur un nombre de domaines grandissant, sans pour autant que cela soit incompatible avec les méthodes de travail de l’Agence, composée d’une petite restreinte, mais très spécialisée.
- Europe de la défense

L'Agence Europe s'intéresse également à l'Europe de la diplomatie et de la défense. Elle publiait régulièrement des dossiers 'Europe Diplomatie et Défense' en français et en anglais, en remplacement des "Nouvelles Atlantiques" consacrées à la politique européenne de sécurité et de défense. Désormais, les aspects civils et militaires de l'UE sont intégrés dans le Bulletin Quotidien Europe.

## Identité visuelle

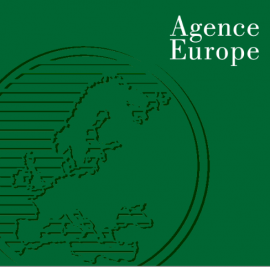
Logo de l'Agence Europe jusqu'en 2019.
Logo de l'Agence Europe depuis 2019.

## Récompenses et reconnaissance
Ferdinando Riccardi et Marina Gazzo, respectivement éditeur et rédactrice en chef de l’Agence Europe ont reçu le Prix de l'Initiative européenne. Le prix est attribué chaque année à des personnes ou à des organismes qui travaillent dans les secteurs de l'information et de la communication en faveur de l'intégration européenne.
L'Institut universitaire européen de Florence, pour compléter sa bibliothèque, a passé un accord avec Agence Europe afin de numériser les éditions du Bulletin Quotidien Europe parues entre 1953 et 1999. Une reconnaissance par l'une des plus prestigieuses institutions de recherche en Europe, qui consacre le Bulletin Europe en tant que source "inégalée d'information sur les activités des institutions de l'UE et sur l'évolution de l'intégration économique et politique européenne". La numérisation du Bulletin d'Agence Europe est effective depuis le 28 juin 2019 et disponible sur le site internet des archives historiques de l'Institut.